# RM-3 (Spanje)

De RM-3

De RM-3 of  Autovía Totana-Mazarrón is een autovía in Murcia en verbindt Totana (A-7) met Mazarrón. De snelweg is 26 kilometer lang en werd in 2007 afgewerkt.